# Site archéologique de Kach Kouch
Le site archéologique de Kach Kouch est un site ayant connu plusieurs phases d’occupations depuis l’âge du Bronze. Il est situé dans le Nord marocain sur une colline à environ 9 kilomètres de la côte méditerranéenne. La colline est connue sous le nom de Dhar Moudden et à une altitude d’environ 60 mètres. Le site est situé à proximité de la route reliant l'Oued Laou à Talambote, près du village de Chrouda.
Découvert en 1988, le site fait l’objet d’une première campagne de fouilles en 1992, qui révèle un habitat datant d’entre le VIIIe et le VIe avant J.-C. Les fouilles et les datations radiocarbones menées sur le site depuis 2021 ont toutefois révélé que celui-ci a connu trois phases d’occupations, dont deux anterieures. Le site aurait ainsi été occupé une première fois au IIIe millénaire avant J.-C., avant d’être abandonné. Ces habitations datées de l’âge du Bronze ancien (- 2200 av. J.-C. à - 2000 av. J.-C.) feraient de Kach Kouch la plus ancienne cité connue du Maghreb.
Le site est à nouveau peuplé par une centaine d’habitants à partir de 1300 av. J-C. jusqu’à son abandon probable vers 600 av. J.-C.

## Historique des recherches
L’établissement de Kach Kouch a été localisé par une équipe maroco-espagnole lors d’une prospection dirigée vers la fin des années 1980 par Mohamed-Abdeljalil El Hajraoui et Manuel Fernández-Miranda. Le site a été l’objet d’une intervention archéologique en 1992, qui avait comme objectif l’ouverture de quatre sondages visant à confirmer les caractéristiques et la chronologie du site . Cette intervention a permis de confirmer l’existence d’un ancien établissement, qui s’étend sur environ 0,5 ha., composé de cabanes faites de torchis et de charpentes en bois. On note aussi la présence de petites cavités qui seraient de possibles trous de poteaux ou des silos à usage indéterminés.Le site a aussi dévoilé de la céramique modelé autochtone à Graffito, de la céramique phénicienne et quelques pièces métalliques en cuivre ou bronze et en fer.
De nouvelles fouilles, codirigées par Hamza Benattia doctorant à l’université de Barcelone et par l’Institut national des sciences de l'archéologie et du patrimoine (INSAP) révèlent que le site est bien plus ancien et qu’il s’agit du plus vieux village mis à jour dans le Maghreb. 

## Description du site

### Situation géographique
Le site s'étend sur environ un hectare et se dresse au sommet d'un affleurement calcaire surplombant la basse vallée de l'Oued Laou, à une dizaine de kilomètres à l'ouest du littoral actuel, sur le flanc méditerranéen du détroit de Gibraltar. Selon Hamza Benattia et al. (2025), Kach Kouch occupe la tête de ce qui aurait pu être un paléo-estuaire offrant potentiellement un accès maritime direct. Les contours de l'affleurement et les falaises des flancs nord et est forment une fortification naturelle, l'accès étant limité aux approches sud et est. De cette position stratégique, les habitants de Kach Kouch contrôlaient l'une des principales voies d'accès reliant la mer aux vallées intérieures du Rif occidental.

### Village de l’âge du Bronze ancien
Selon Hamza Benattia et al. (2025), la phase d'occupation la plus ancienne est représentée par un contexte basal unique. Seuls trois tessons de poterie non décorés, une pierre taillée et un os de Bœuf domestique ont été retrouvés. Cette première occupation serait contemporaine de la transition entre l'âge du cuivre et l'âge du bronze en Ibérie et des cimetières à cistes de Tanger.

### Nouvelle occupartion à partir de 1300 av. J-C.
Cette seconde phase d'occupation qui correspond à l'âge du Bronze final en Ibérie est largement documentée sur le site. Elle fait de Kach Kouch la plus ancienne preuve certaine d'une vie sédentaire le long de la côte méditerranéenne du Maghreb, nettement antérieure à la présence phénicienne. L'identification de structures domestiques en torchis, de fosses creusées dans la roche et d'une économie agricole à part entière corrobore, selon Hamza Benattia et al. (2025), une occupation stable durant cette phase, s'étendant jusqu'au début du premier millénaire avant J.-C..

### Site d'habitat d'époque maurétanienne
Le village était occupé par une communauté locale pratiquant un mode de vie agropastoral, à une époque indéterminée entre la fin du VIIIème s. et le début du VIème s. av. J.-C. La chronologie, la proximité géographique et les caractéristiques architecturales et urbaines du site de Kach Kouch en font un site similaire à celui documenté sous la place de la Cathédrale de Ceuta,. 
La nouvelle fondation de Kach Kouch est en relation avec l’arrivée des marins phéniciens, comme le suggèrent tant la localisation du site, contrôlant les voies d’accès de la côte vers l’intérieur des terres à travers la vallée de l’Oued Laou, comme la présence d’amphores de tradition phénicienne dès le début de sa séquence stratigraphique et l’absence dans le site de niveaux antérieures aux VIIIème et VIIème s. av. J.-C. Les amphores de tradition phénicienne documentées à Kach Kouch étaient probablement utilisées pour transporter du vin, de l’huile d’olive et du blé dans le cadre des échanges que cette communauté entretenait avec des communautés ou des individus d’origine ou de culture phénicienne. Il est possible que Kach Kouch ait fonctionné non seulement comme un centre de réception des produits, mais aussi comme un intermédiaire-redistributeur avec d’autres établissements ou communautés habitant les régions intérieures du Rif occidental. Dans ce sens, il serait intéressant de clarifier quel(s) produit(s) les Phéniciens obtenaient grâce à cet échange, puisque l’existence d’éléphants, d’ours et de lions a été documentée dans cette zone, dont on pouvait obtenir des peaux et de l’ivoire . 
En plus de ces possibilités de chasse, l’estuaire et la vallée de l’Oued Laou offrent une grande fertilité agricole pour ces communautés, qui pratiquaient l’agriculture et l’élevage depuis le milieu du VIème millénaire av. J.-C. . En ce sens, les possibles « silos » documentés sur le site de Kach Kouch pourraient suggérer la production et le stockage d’un surplus agricole qui aurait pu être utilisé comme moyen d’échange par cette communauté.

## Contexte archéologique
La rive africaine du détroit de Gibraltar a connu une revitalisation des études sur la période protohistorique au cours des dernières décennies grâce aux nouvelles interventions réalisées sur des sites connus de l’historiographie tels que Lixus, Kouass et Kitane. Par ailleurs, de nouveaux projets et interventions archéologiques ont permis de localiser et d’étudier plusieurs sites inédits, qui complètent et enrichissent la connaissance de la protohistoire de la région, comme Ceuta, Sidi Driss, Azib Slaoui, Dar Aseqfane ou El Brayech . Au cours des dernières décennies, de nouvelles interventions ont également été réalisées dans des sites clés du sud de la péninsule Ibérique, comme Cerro del Villar, Castillo de Doña Blanca ou Cadix . Grâce aux données générées au cours des dernières décennies il est possible de faire une approche plus solide et plus complète aux premiers siècles du Ier millénaire av. J.-C. dans la zone du détroit.
Malgré le progrès considérable de ces dernières années, la rive africaine du détroit continue à présenter certaines problématiques qui empêchent une lecture diachronique des différentes phases de la préhistoire récente avant l’arrivée des Phéniciens. Cela est dû à l’existence d’un déficit de données concernant la période allant du IIIème au début du Ier millénaire av. J.-C. et plus particulièrement les établissements en plein air de cette période . Nouvelles prospections extensives dans la province de Tétouan ont conduit à la localisation de plus de 40 établissements en plein air datables entre le IIIe et le début du Ier millénaire av. J.-C., bien que – pour l’instant – aucun de ces sites n’ait fait l’objet d’interventions archéologiques, ce qui explique le peu d’informations disponibles . De plus, les données existantes sur les phases post-néolithiques de la Préhistoire récente provient principalement des fouilles réalisées dans les nécropoles à cistes et les grottes de la région, ce qui implique un problème de registre étant donné que l’information fournie par ce type de sites est limitée, surtout si l’on considère que la plupart des occupations ou fréquentations de grottes, spécialement au cours du IIe millénaire, sont liées à des occupations sporadiques par des bergers  et a des contextes funéraires .   